# 허견
허견(許堅, 1646년 ~ 1680년)은 조선 후기의 문신이다. 본관은 양천(陽川). 남인의 거두 허적(許積)의 서자이다.
인평대군의 세 아들 복창군(福昌君)·복선군(福善君)·복평군(福平君)과 결탁하여 복선군을 왕으로 옹립하려는 역모를 꾀한다는 서인의 고변으로 처형되었다.

## 같이 보기
- 삼복의 옥